# Commanderie d'Arfons
La commanderie d'Arfons, ou commanderie de l'Hôpital d'Orfons (ancien), est une ancienne commanderie hospitalière située à Arfons, dans le Tarn, en région Occitanie (France). 

## Historique
Au XIIe siècle, à la suite de nombreux dons de terres à l'Ordre de Saint-Jean-de-Jérusalem sur l'actuelle commune d'Arfons, les Hospitaliers y construisent alors un château fort (lieu-dit le Chenil), un hôpital (la commanderie en elle-même) et rachètent la métairie de Massaguel. Ce lieu devient rapidement une commanderie, dépendant de la commanderie Saint-Laurent de Puylaurens. Bien vite, un village prospère, tout d'abord nommé Orfonds, se forme autour de ces lieux, et une charte de privilèges est accordé à ses habitants par les commandeurs hospitaliers. Ces derniers élèvent aussi le village en sauveté, délimitée par un ensemble de croix en pierre (que l'on peut encore voir aujourd'hui).
Néanmoins, vers la fin du XIIe siècle, le village et la commanderie sont abandonnés, sans qu'aucune explication valable ne nous soit parvenue. La seule information à cet égard est la date de départ du dernier commandeur d'Arfons, Raymond de Clavel, en 1170, lorsqu'il devient commandeur du grand prieuré de Toulouse.
Le départ des membres de l'Ordre de Saint-Jean incite les seigneurs voisins à s'emparer des terres leur appartenant, ce qui permet à différents nobles d'agrandir considérablement leur patrimoine terrien, comme Gilabert de Rosilles ou Raymond de Dourgne. Lorsque les Hospitaliers reviennent, vers 1230, ils parviennent cependant à faire valoir leurs droits sur le domaine, car les seigneurs n'osent alors point s'attaquer aux religieux, par peur du courroux divin et de l'excommunication. Ce retour s'accompagne aussi de celui des anciens habitants, ainsi que de nombreux dons de la part des nobles de la région, principalement de nouvelles terres.
En 1321, le commandeur hospitalier, Arnaud de Jori, ratifie une nouvelle charte qui reprend les grandes lignes de l'ancienne en la modernisant, preuve de la prospérité du village. Cependant, cette richesse attire les convoitises au sein même du clergé, et provoque plusieurs dissensions. L'évêque de Lavaur, Roger d'Armagnac, réclame par exemple la redevance de la dîme au lieu-dit de Naoumas, qui appartient à l'Ordre de Saint-Jean, jusqu'à ce qu'un accord engage les deux partis en 1331. De même, les religieuses du monastère de Prouilhe récusent les droits hospitaliers sur la forêt de Ramondens, conflit qui durera du XIIIe siècle jusqu'au XVIe.
Néanmoins, un second événement vient bouleverser le domaine, après l'abandon de la commanderie à la fin du XIIe siècle, lorsque les Anglais envahissent la région après 1355, pendant la guerre de Cent Ans. Le commandeur Arnaud de Marquefave se voit dans l'obligation de vendre de nombreuses terres afin de reconstruire le village. Cependant, jamais la commanderie ne parvient à se remettre de cet aléa, et au XVIe siècle, entre 1538 et 1560, elle passe peu à peu sous le contrôle de la commanderie de Renneville. Durant les guerres de Religion, la commanderie fut canonnée par les troupes du duc de Montmorency.
Les bâtiments hospitaliers sont détruits au cours des siècles suivants, l'église en 1681 et la commanderie en 1865.

## Description
Le domaine des Hospitaliers, très étendu, comprenait un grand nombre de bâtiments, tous disparus à l'heure actuelle :
- Les écuries, au lieu-dit des Escudiés (soit « écuyers » en occitan), où se trouve aussi une église hospitalière du XIVe siècle (encore visible et rénovée)
- Le château-fort, au lieu-dit le Chenil, sur une petite colline ;
- La commanderie en elle-même, aussi nommée « Hôpital », en lieu et place de l'église paroissiale actuelle d'Arfons.

## Commandeurs connus
Comme toute commanderie religieuse, la commanderie d'Arfons était dirigée par un commandeur. Sont connus :
- Raymond de Clavel (? - 1170) ;

...
- Elie de Rossac (? - 1298) ;

...
- Pierre de Caylus (1305 - 1308) ;
- Arnaud de Boren (1308 - 1315) ;

...
- Arnaud de Jori (1318 - 1332) ;

...
- Jean de Paul (? - 1334) ;

...
- Arnaud de Marquefave (1390 - 1395)
- Ithier de Poncet (1395 - 1395) ;

...
- Raymond Rolis (? - 1506)